# Mucha (film 1958)
Mucha – amerykański horror science fiction w reżyserii Kurta Neumanna z 1958 roku zrealizowany na podstawie opowiadania George'a Lagelaana. 
Film doczekał się dwóch sequeli. W 1986 roku powstał remake tego filmu pod tym samym tytułem.

## Opis fabuły
Naukowcowi Andre Delambre udaje się skonstruować maszynę do teleportacji. Po kilku udanych testach decyduje się wypróbować urządzenie i samemu się teleportować. Eksperyment kończy się tragicznie, gdyż do kabiny przypadkowo dostaje się mucha. Atomy owada łączą się z atomami Andre i naukowiec zaczyna przekształcać się w hybrydę pół-człowieka pół-muchę. Podobnie dzieje się z owadem.

## Obsada
- Vincent Price – François Delambre
- David Hedison – Andre Delambre
- Patricia Owens – Helene Delambre
- Torben Meyer – Gaston
- Herbert Marshall – Inspektor Charas
- Kathleen Freeman – Emma